# シュクメイ
「シュクメイ」は、藤木直人の通算12枚目のシングル。2004年12月1日にポニーキャニオンより発売。

## 概要
前作「Flower」から約1年ぶり・5thアルバム『COLORMAN』先行シングル。アルバムには「シュクメイ」のAlbum Versionが収録、初回盤にMV収録DVDが付属。カップリング曲はアルバム未収録の「fate」と「クローバー」。

## チャート成績
オリコン週間シングルチャートで初登場17位。

## キャンペーン
12月2日、ニューシングル&アルバム発売記念イベントトーク「COLORMANのシュクメイ」が東京・六本木ヒルズアリーナで行われた。

## 収録曲
1. シュクメイ
（作詞・作曲:市川喜康/編曲:中村太知、市川喜康）
12月26日にWOWOWで放送された主演ドラマ『宿命』の主題歌。
同アーティストがドラマ出演、ライブ、CM出演をするWOWOWのonly W（drama W＋live W＋CM W）企画第1弾に起用。本楽曲はそのドラマのために制作されたミディアムバラード。『宿命』試写会とライブは、12月23日、幕張メッセイベントホールにて開催。MVには若松節朗監督によるドラマ映像が使われている。
2. fate
（作詞:MIZUE/作曲:小松清人/編曲:華原大輔/ストリングス・アレンジ:前嶋康明）
3. クローバー
（作詞・作曲:井手コウジ/編曲:鈴木雅也）

## タイアップ
- WOWOW drama W『宿命』主題歌（M-1）
- WOWOW live W『Naohito Fujiki Special Live -シュクメイ-』（M-1）

## 収録アルバム
- COLORMAN（M-1）
- HISTORY of NAOHITO FUJIKI（ベスト・アルバム）
  - 10TH ANNIVERSARY BOX（限定盤）（M-1）
  - Standard Edition（通常盤）（M-1）

## テレビ出演
- Naohito Fujiki Special Live -シュクメイ-（2004年12月26日、WOWOW）
  - 放送曲目
    - 「シュクメイ」「shining Star」「愛のテーマ」「T-ROX〜ティラノザウルス・ロックス〜」「anon」「2 HEARTS」
    - 「OH!BROTHER!」（live W『Naohito Fujiki Special Live -シュクメイ-』2004年12月23日幕張メッセイベントホール収録）
    - 「夏歌ウ者ハ冬泣ク」「Little Wing」「七色」（「Naohito Fujiki Live Tour ver6.0 〜まっしろいカンバス〜」2004年12月22日幕張メッセイベントホール（幕張公演）収録）